# Vresovo, Burgas
Vresovo (în bulgară Вресово) este un sat în comuna Ruen, regiunea Burgas,  Bulgaria. 

## Demografie
Componența etnică a satului Vresovo
     Turci (46,25%)
     Bulgari (11,68%)
     Romi (41,55%)
     Nicio identificare (0,49%)
La recensământul din 2011, populația satului Vresovo era de 1.001 locuitori. Nu există o etnie majoritară, locuitorii fiind turci (46,25%), romi (41,55%) și bulgari (11,68%). Pentru 0,49% din locuitori nu este cunoscută apartenența etnică.